# 로시 엑스선 타이밍 익스플로러

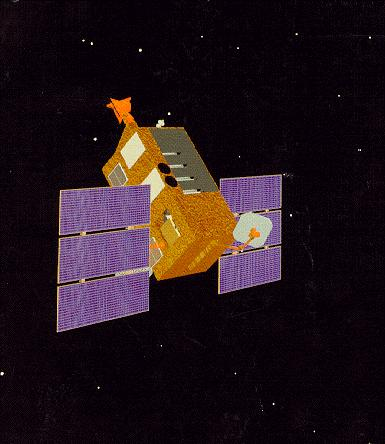

로시 엑스선 타이밍 익스플로러(Rossi X-ray Timing Explorer, RXTE)는 물리학자 브루노 로시(Bruno Rossi)의 이름을 딴 천문학적 엑스선원의 시간 변화를 관찰하는 미국 항공 우주국(NASA) 위성이었다. RXTE에는 올 스카이 모니터(All Sky Monitor), HEXTE(High-Energy X-ray Timing Experiment) 및 프로포셔널 카운터 어레이(Proportional Counter Array) 등 세 가지 장비가 있다. RXTE는 블랙홀, 중성자별, 엑스선 펄서 및 엑스선 폭발에서 나오는 엑스선을 관찰했다. 익스플로러 계획의 일부로 자금을 지원받았으며 익스플로러 69라고도 불렸다.
RXTE의 질량은 3,200kg(7,100lb)이며 1995년 12월 30일 13:48:00 UTC에 델타 II 발사체를 통해 케이프커내버럴 우주군 기지에서 발사되었다. 국제 지정자는 1995-074A이다.